# Sarah Hay
Sarah Hay (New York, 16 settembre 1987) è un'attrice ed ex ballerina statunitense.

## Biografia
Cresciuta tra Princeton e New York, Sarah Hay ha studiato danza alla scuola dell'American Ballet Theatre. Nel 2009 si è trasferità in Germania per danzare come solista con la compagnia della Semperoper di Dresda e l'anno successivo ha fatto il suo esordio cinematografico interpretando una ballerina di fila ne Il cigno nero.
Nel 2015 è stata scelta tra oltre mille ballerine per interpretare la protagonista Claire Robbins nella serie televisiva Flesh and Bone e per la sua interpretazione ha ricevuto una candidatura al Golden Globe per la miglior attrice in una mini-serie o film per la televisione e ha vinto il Satellite Award. Da allora ha recitato in alcuni altri film e serie televisive, tra cui Chimera, I'm Dying Up Here e Room 104.

## Filmografia parziale

### Cinema
- Il cigno nero (Black Swan), regia di Darren Aronofsky (2010)
- Chimera (Braid), regia di Mitzi Peirone (2018)

### Televisione
- Flesh and Bone - serie TV, 8 episodi (2015)
- I'm Dying Up Here - Chi è di scena? (I'm Dying Up Here) - serie TV, 4 episodi (2017)
- Room 104 - serie TV, 1 episodio (2017)
- 9-1-1: Lone Star (9-1-1) - serie TV, 1x1 (2018)

## Riconoscimenti
- Golden Globe
  - 2016 – Candidatura per la miglior attrice in una mini-serie o film per la televisione per Flesh and Bone
- Satellite Award
  - 2016 – Miglior attrice in una miniserie o film per la televisione per Flesh and Bone
- Critics' Choice Awards
  - 2016 – Candidatura per la miglior attrice in una mini-serie o film per la televisione per Flesh and Bone

## Doppiatrici italiane
- Benedetta Ponticelli in Flesh and Bone